# Moschea Iljaz Mirahori
La moschea Iljaz Mirahori (in lingua albanese: Xhamia e Iljaz Mirahorit) è una moschea ottomana di Coriza, in Albania. Venne costruita nel 1494 da Iljaz Hoxha, conosciuto anche come Iljaz Bey Mirahor, sulle fondamenta di un precedente edificio religioso dedicato a Parascheva di Iaşi. Rientra nei monumenti culturali religiosi dell'Albania dal 1948.

## Galleria d'immagini

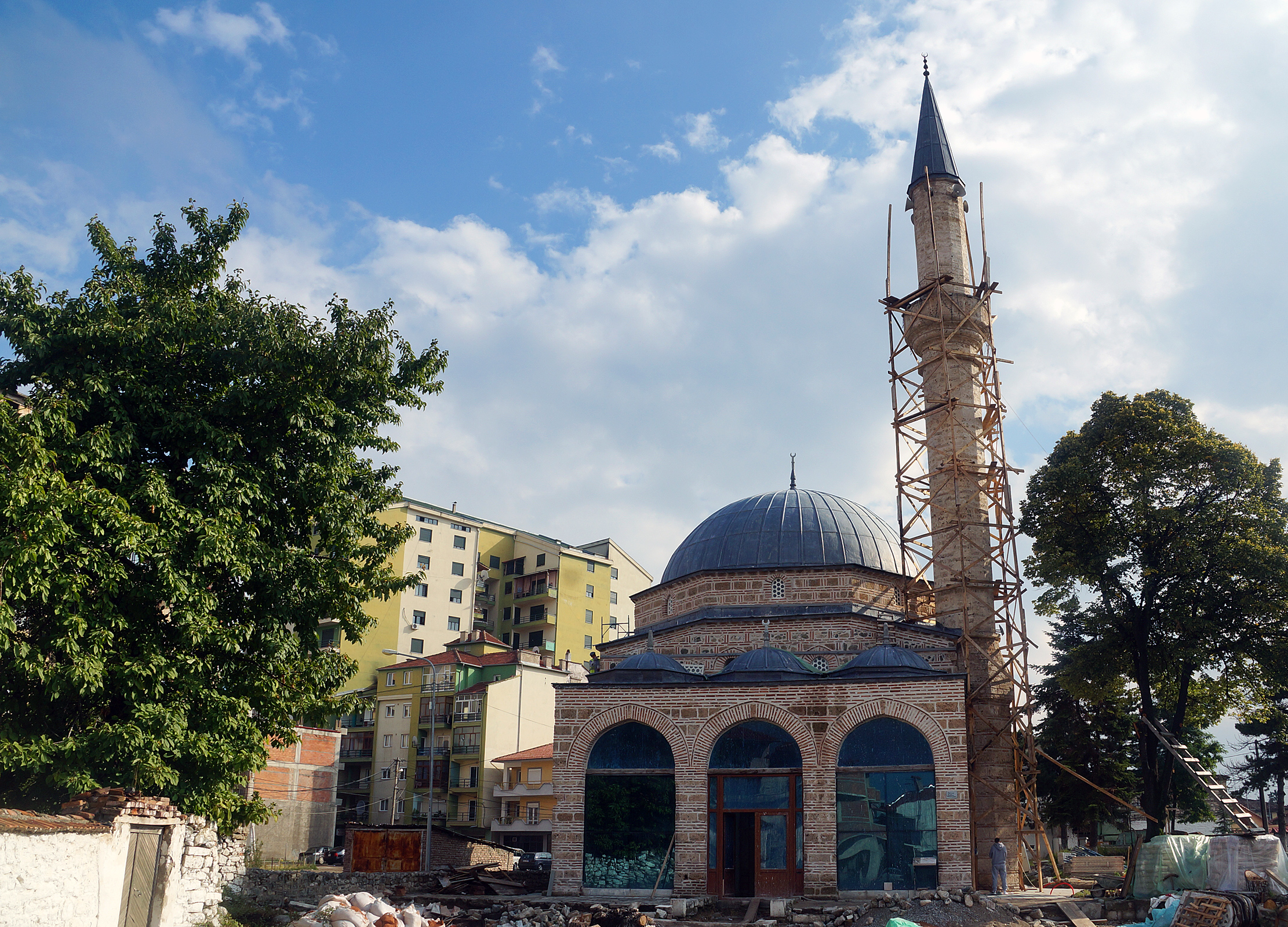
Durante alcuni lavori di ristrutturazione, nel 2013.
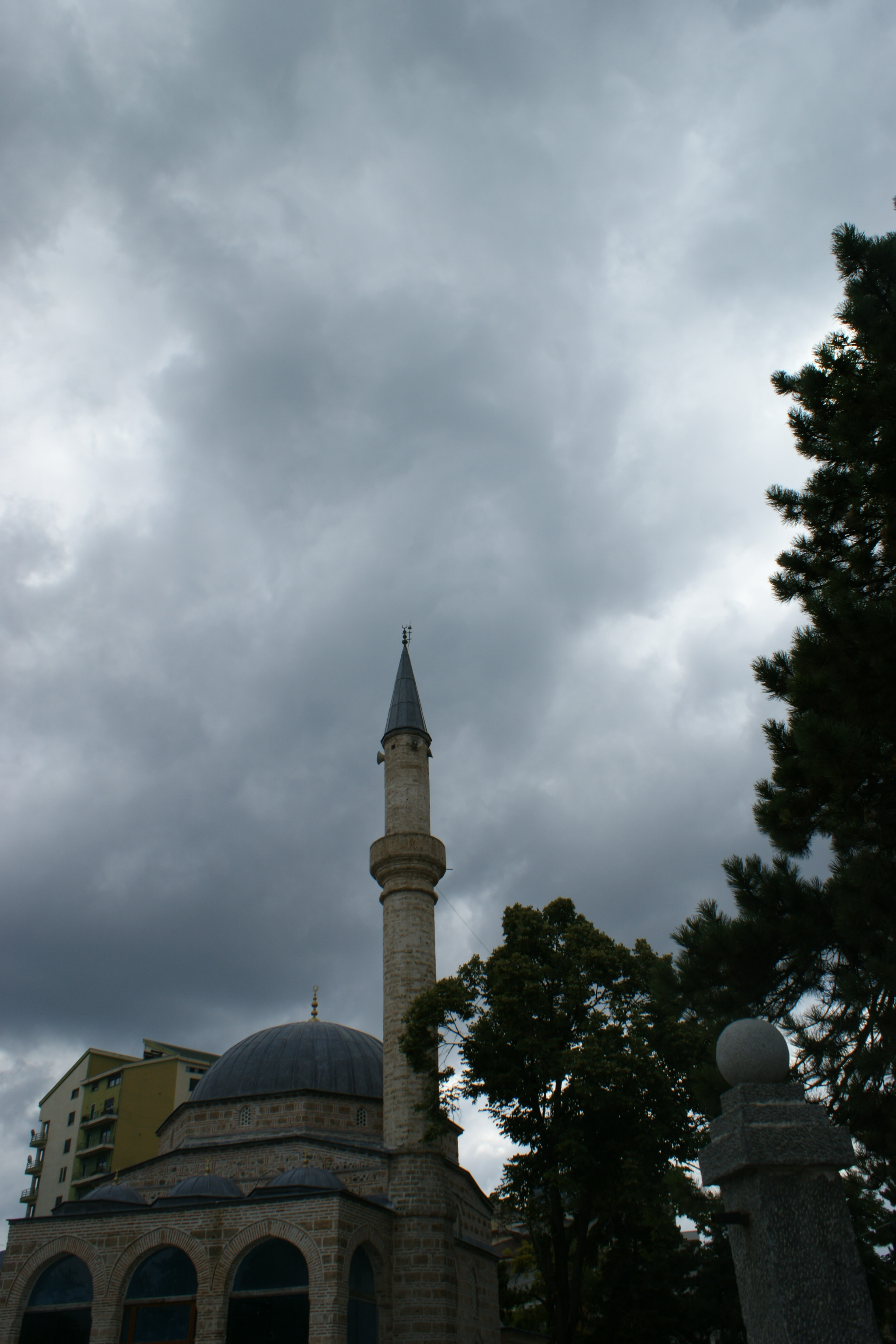
Nel 2014.
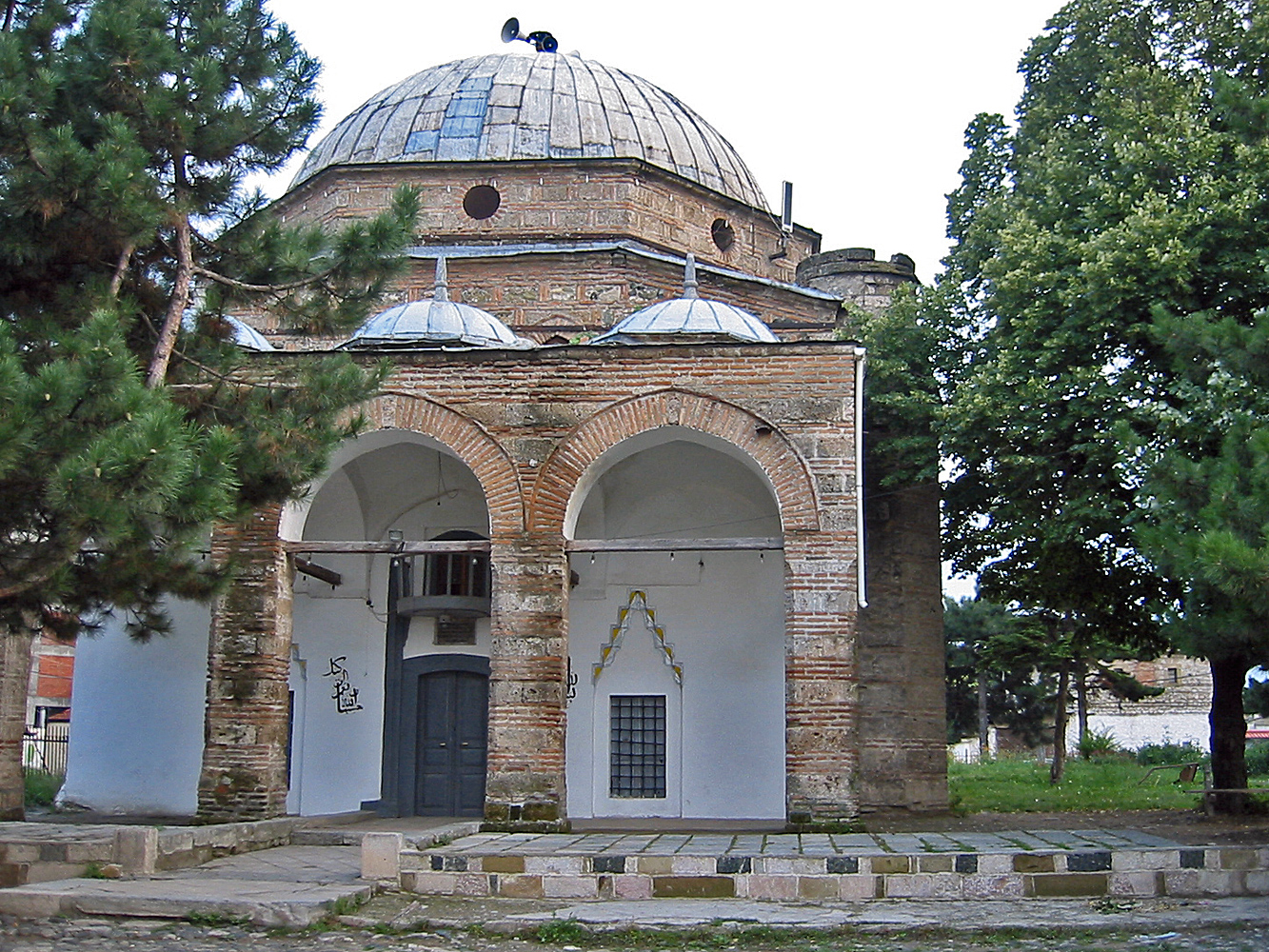
Nel 2002.
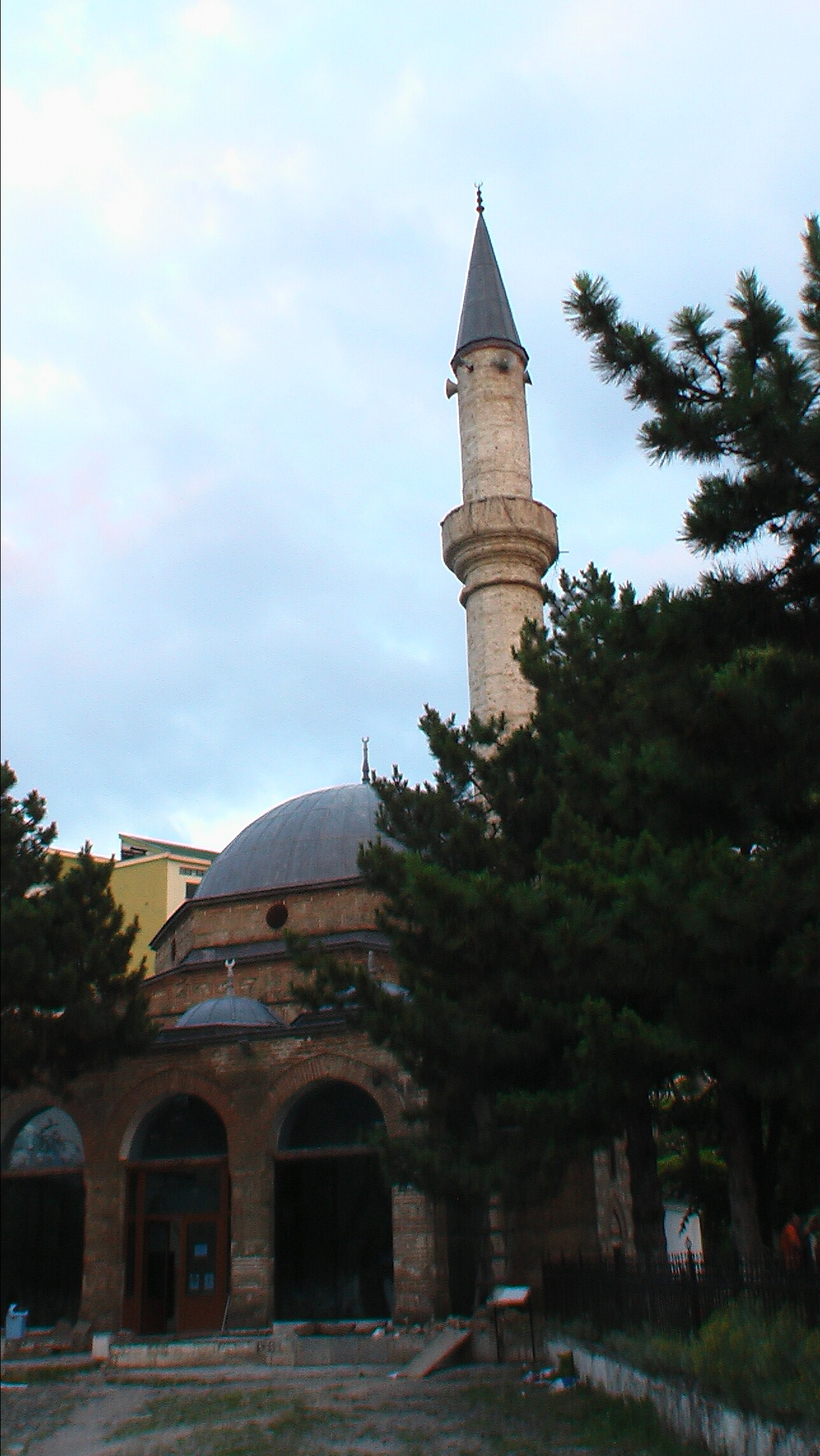
Un'altra vista della moschea.